# Ingrid Andree
Ingrid Andree est une actrice allemande née le 19 janvier 1931 à Hambourg.
Depuis ses débuts en 1951, elle est apparue dans plus d'une cinquantaine de films et téléfilms.

## Biographie
Elle est la mère de l'actrice Susanne Lothar, qu'elle a eu avec le comédien Hanns Lothar.

## Distinctions
- Croix de commandeur de l'ordre du Mérite

## Filmographie
- 1957 : Les Confessions de Félix Krull de Kurt Hoffmann
- 1957 : Ein Stück vom Himmel de Rudolf Jugert
- 1958 : Peter Foss, le voleur de millions (Peter Voss, der Millionendieb) de Wolfgang Becker
- 1959 : Et tout le reste n'est que silence d'Helmut Käutner
- 1960 : Sturm im Wasserglas de Josef von Báky
- 1961 : Une femme à abattre (de) de Ralph Lothar (de)
- 1964 : Polizeirevier Davidswache (de) de Jürgen Roland
- 2010 : Transfer